# Phlebodium polylepis
Phlebodium polylepis là một loài thực vật có mạch trong họ Polypodiaceae. Loài này được (Roem. ex Kunze) Conz. miêu tả khoa học đầu tiên năm 1939.